# Consejo y Comisaría de Cruzada
El Consejo de Cruzada fue un organismo de la administración española existente entre principios del siglo XVI d. C. y mediados del XVIII, en que pasó a denominarse Comisaría General de Cruzada hasta su desaparición en 1851.
Tenía atribuciones consultivas, judiciales y de gobierno para gestionar los ingresos procedentes de las Tres Gracias (bula de cruzada, subsidio y excusado) concedidas por la Santa Sede a la Corona española para su utilización en la defensa de la fe católica.

## Orígenes
Ya desde el siglo XI d. C., distintos papas habían concedido bulas de cruzada a los reyes castellanos, aragoneses y navarros, contribuyendo así a la guerra de Reconquista en la que cristianos y musulmanes estaban enfrentados por el control territorial en la península ibérica, pero el cobro y la administración de los ingresos obtenidos con esta bula había corrido por cuenta de distintos prelados, sin un organismo centralizado que los gestionase. Fue a principios del siglo XVI d. C., durante el reinado de Isabel I de Castilla y Fernando II de Aragón, cuando se instituyeron los llamados tribunales de cruzada para centralizar esta gestión. Durante el reinado de Carlos I estos tribunales se unificaron y elevaron a la categoría de consejo supremo, y en 1534 se nombró su primer comisario, que fue el obispo de Palencia Francisco de Mendoza.
El consejo estaba formado por el comisario, dos contadores, un fiscal togado, dos consejeros de Castilla, uno de Aragón, uno de Indias y varios subalternos. A diferencia de otros consejos españoles, en el de cruzada su primera personalidad no se titulaba presidente, sino comisario general, «porque no conviene a los eclesiásticos y su perfección usar de nombres que denoten grandeza», y sus consejeros eran conocidos como asesores. En las distintas diócesis había comisarios subdelegados.

## Funciones
El cometido principal del consejo, y de sus antecesores los tribunales de cruzada, era la impresión, ejecución y distribución de la bula de cruzada, así como la administración de los fondos económicos obtenidos de ella y su utilización en la guerra contra los infieles; el cobro y reparto de los fondos provenientes del subsidio, desde su concesión por la Santa Sede en 1561, y del excusado, desde la suya en 1571.
Paralelamente, se encargaba también de la gestión de los abintestatos desde 1494; de los bienes mostrencos hasta 1623 en que pasaron a la Real Cámara; de la impresión de los libros del Nuevo Rezado, breviario y misal reformados tras el concilio de Trento; de la recaudación de las multas impuestas por los tribunales eclesiásticos; de las bulas de composición y de la colectación de los espolios.
La gestión de las rentas obtenidas por este medio eran competencia exclusiva del consejo de Cruzada, sin que el consejo de Hacienda tuviera poder para intervenir en ellas. Análogamente, las Reales Audiencias no tenían jurisdicción sobre los pleitos surgidos en el proceso de su exacción, en los que el consejo conocía privativamente.

## Redenominación
Fernando VI decretó la supresión del Consejo de Cruzada en 1750, sustituyéndolo por la Dirección y Contaduría General de las tres Gracias de Cruzada, Subsidio y Excusado, que en 1754 pasó a denominarse Comisaría general de Cruzada. A partir de esta fecha, la colecturía de espolios, excusado y bienes mostrencos corrieron por cuenta de sus propios tribunales.
La comisaría de cruzada, junto con el Consejo de Estado y el Consejo de Órdenes, fueron los únicos que sobrevivieron a la desaparición del régimen polisinodial en España en 1834.

## Desaparición
Tras la desamortización de los bienes de la Iglesia llevada a cabo por el presidente Juan Álvarez Mendizábal y la entrada en vigor de la ley de dotación de culto y clero en 1845, en 1851 se decretó la desaparición de la comisaría general de cruzada.
Ese mismo año el Estado español firmó con la Santa Sede el Concordato de 1851, en virtud del cual la administración de los fondos provenientes de la bula de cruzada y del indulto cuadragesimal correría por cuenta de las respectivas diócesis; las demás facultades competentes a la antigua comisaría de cruzada pasarían al arzobispado de Toledo quien, al menos hasta finales del s. XIX d. C., siguió titulándose Comisario General de la Santa Cruzada.

## Lista de comisarios
- Francisco Fernández de Córdoba y Mendoza (1525-1536)
- García de Loaysa y Mendoza (1536-1546)
- Juan Suárez Carvajal (1546-1562)
- Bernardo de Fresneda (1562-1571)
- Francisco de Soto y Salazar (1572-1576)
- Pedro de Velarde (1576-1582)
- Tomás de Astiguieta y Salazar (1582-1585)
- Pedro Portocarrero (1585-1589)
- Francisco Dávila y Guzmán (1589-1596)
- Juan de Zúñiga y Flores (1596-1600)
- Felipe de Tassis y Acuña (1600-1608)
- Martín de Córdoba (1608-1619)
- Diego de Guzmán y Haro (1619-1627)
- Antonio de Sotomayor (1627-1646)
- Diego de Riaño y Gamboa (1646-1648)
- Pedro Pacheco Girón (1648-1662)
- José González de Uzqueta (1662-1668)
- Antonio de Benavides y Bazán (1668-1691)
- Gonzalo Fernández de Córdoba (1691-1701)
- Sebastián de Cotes (1701-1703)
- Francisco Rodríguez de Mendarozqueta (1703-1714)
- Felipe Antonio Gil de Taboada (1714-1715)
- Francisco Antonio Ramírez de la Piscina (1715-1724)
- Juan de Camargo Angulo (1724-1733)
- Gaspar de Molina y Oviedo (1733-1744)
- Domingo de Bustamante (1744-1747)
- Francisco Pérez de Prado y Cuesta (1747-1750)
- Bartolomé de Rajoy (1750-1751)
- Andrés de Cerezo y Nieva (1751-1770)
- Alfonso Clemente de Aróstegui (1771-1774)
- Manuel Ventura Figueroa (1774-1783)
- José García Herreros (1783-1792)
- Patricio Martínez de Bustos (1792-1810)
- Juan Antonio Llorente (1810-1811)
- Francisco Yáñez Bahamonde (1811-1823)
- Manuel Fernández Varela (1824-1834)
- Mariano Liñán Morelló (1834-1843)
- José Alcántara Navarro (1844-1848)
- Manuel López Santaella (1848-1851)